# Alansmia laxa
Alansmia laxa är en stensöteväxtart som först beskrevs av Karel Presl, och fick sitt nu gällande namn av Moguel och M. Kessler. Alansmia laxa ingår i släktet Alansmia och familjen Polypodiaceae. Inga underarter finns listade.